# St. Matthäus (Esenshamm)

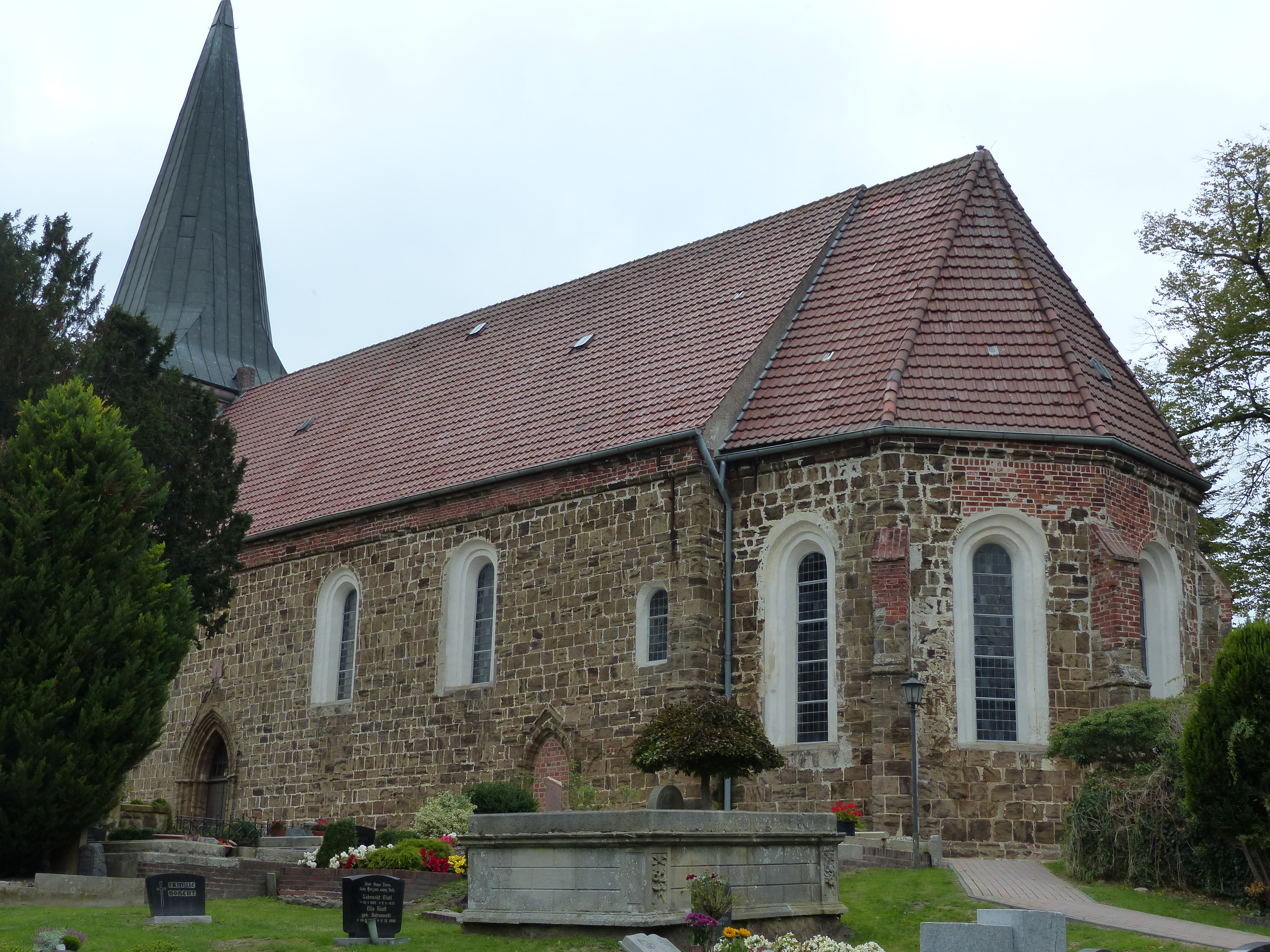
St. Matthäus

Die evangelisch-lutherische denkmalgeschützte Kirche St. Matthäus steht auf dem Kirchfriedhof von Esenshamm, einem Ortsteil der Stadtgemeinde Nordenham im Landkreis Wesermarsch von Niedersachsen. Die Kirchengemeinde gehört zum Kirchenkreis Wesermarsch der Evangelisch-Lutherischen Kirche in Oldenburg.
Das Gebäude steht unter Denkmalschutz (siehe auch Liste der Baudenkmale in Nordenham).

## Geschichte
Die stattliche Saalkirche aus unverputztem Portasandstein wurde in der 1. Hälfte des 14. Jahrhunderts errichtet. Der Kirchturm im Westen musste 1450 wieder aufgebaut werden. Der eingezogene Chor, dessen Wände von Strebepfeilern gestützt werden, hat einen dreiseitigen Abschluss. Das große spitzbogige Portal im Süden hat ein profiliertes Gewände und ist mit einem Wimperg bekrönt. Die Laibungen der Bogenfenster sind verputzt. Das Kirchenschiff ist mit einem Satteldach bedeckt, im Innern ist es mit einer Kassettendecke überspannt. In der Mitte der Empore im Norden befindet sich für Graf Anton Günther, eine Patronatsloge, die mit einem Baldachin überdachte ist. Unter der Nordempore stehen Kirchenbänke, die um 1600 gebaut wurden. Für die Orgel wurde 1617 im Westen eine Empore eingerichtet. Zwischen dem Kirchenschiff und dem mit einem Kreuzgratgewölbe überspannten Chor befindet sich ein weiter spitzbogiger Chorbogen. 
Zur Kirchenausstattung gehört ein Altarretabel von 1648, das mit Rocaille dekoriert ist. Im Mittelfeld befindet sich zwischen Säulen ein Gemälde über die Kreuzigung, in der Predella eins vom Abendmahl, in der Bekrönung eins über die Auferstehung. Die Brüstung der Kanzel von 1601 erhielt 1692 Gemälde vom Salvator und den vier Evangelisten.
1704/05 baute Arp Schnitger eine Orgel mit 16 Registern, verteilt auf 2 Manuale und einem angehängten Pedal. Sie wurde 1877 durch eine Orgel von Johann Claussen Schmid ersetzt.